# Перепродажа хостинга
Перепродажа хостинга (от англ. reselling) — способ продажи услуг хостинга, когда владелец физического сервера разделяет его на части с целью дальнейшей перепродажи его мощностей другим хостинг-провайдерам.
Перепродавцы хостинга имеют значительную скидку на оплату услуг, продавая хостинг под собственным брендом, сами поддерживают пользователей, сами или с помощью родительской компании принимают оплату. Обычно они предлагают ряд дополнительных услуг, таких как регистрация доменов, веб-дизайн, программирование скриптов.
Перепродажа также удобна для веб-студий, как место содержания большого количества веб-сайтов за меньшие деньги.
Первоначально перепродажу предлагали некоторые крупные хостинговые компании в США, как возможность продать место под сайты с фиксированными тарифами со значительной скидкой. С появлением в продаже панелей управления хостинга с функциями перепродажи, владелец или арендатор сервера также получил эту возможность. В дальнейшем широкие возможности для перепродажи дали системы виртуальных выделенных серверов (VPS).

## Стабильность работы
Среди людей, осуществляющих заработок в интернет, считается, что если функционирование хостинга обеспечивает родительская компания, то для работы реселлером не нужно обладать специальными знаниями.
В силу простоты системы организации перепродажи хостинга, предоставляемые таким способом услуги могут быть недостаточно качественными. Это связано с тем, что компания-реселлер зачастую не обладает какими-либо юридическими или репутационными обязательствами перед клиентами, что в свою очередь может привести к её продаже другому участнику рынка или даже закрытию.

## Панели управления
Следующие панели управления хостингом поддерживают перепродажу:
- cPanel
- DirectAdmin
- Plesk
- ISPConfig
- Ispmanager